# 강대근

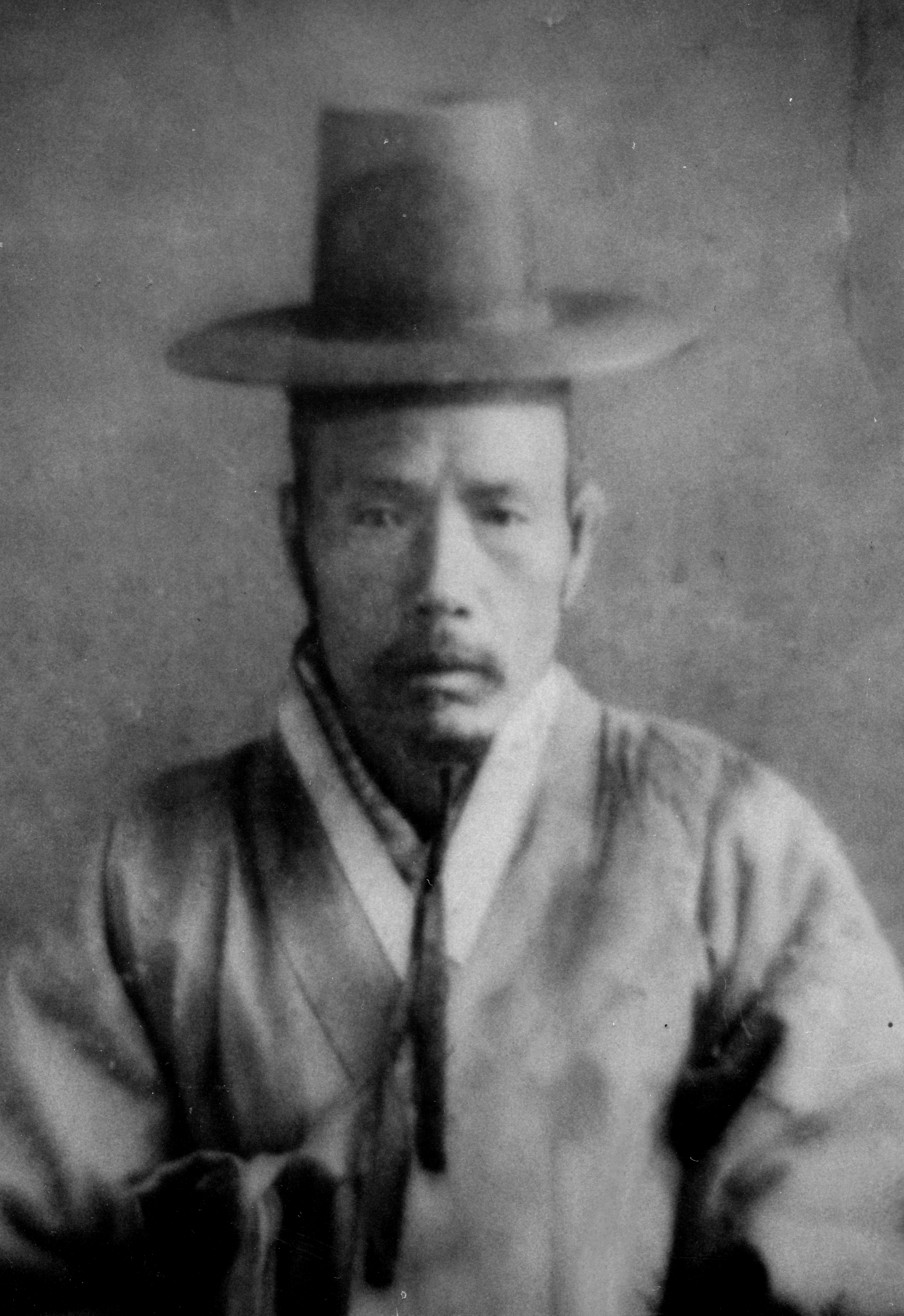

강대근(姜大根, 1891년 2월 23일 ~ 1957년 3월 10일)은 대한제국 말기의 의병장으로 자는 성구(聖九)이다.

## 생애
그의 아명(兒名)은 강대삼(姜大參)이며 1893년 강대삼(姜大三)으로 개명(改名)하였고 1894년 강대근(姜大根)으로 최종 개명(最終 改名)하였다. 경상북도 영일군의 죽장면 상옥리 1311번지(현재 지번 상옥리 1254)에서 출생하였다정용기(鄭鏞基)가 이끄는 산남의진(山南義陣)에 합세하였다. 이후 청하군, 흥해군, 의성군, 청송군 등지에서 일본군과 교전을 하며 항일 운동을 벌였다. 1908년 죽장면 입암(立岩)에서 발발한 일본군과의 전투에서 패해 부상을 입고 피신하였다.

## 사후
1990년 대한민국 정부가 건국훈장 애족장을 추서하였다.